# Dorottya Kanizsai

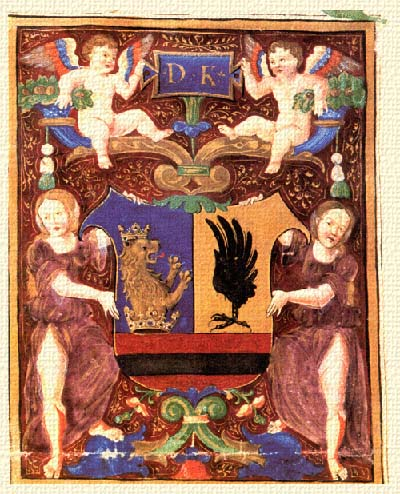
Blason de Dorottya Kanizsai.

Dorottya Kanizsai, née vers 1490 et morte vers 1532, est une figure historique nationale hongroise.

## Biographie

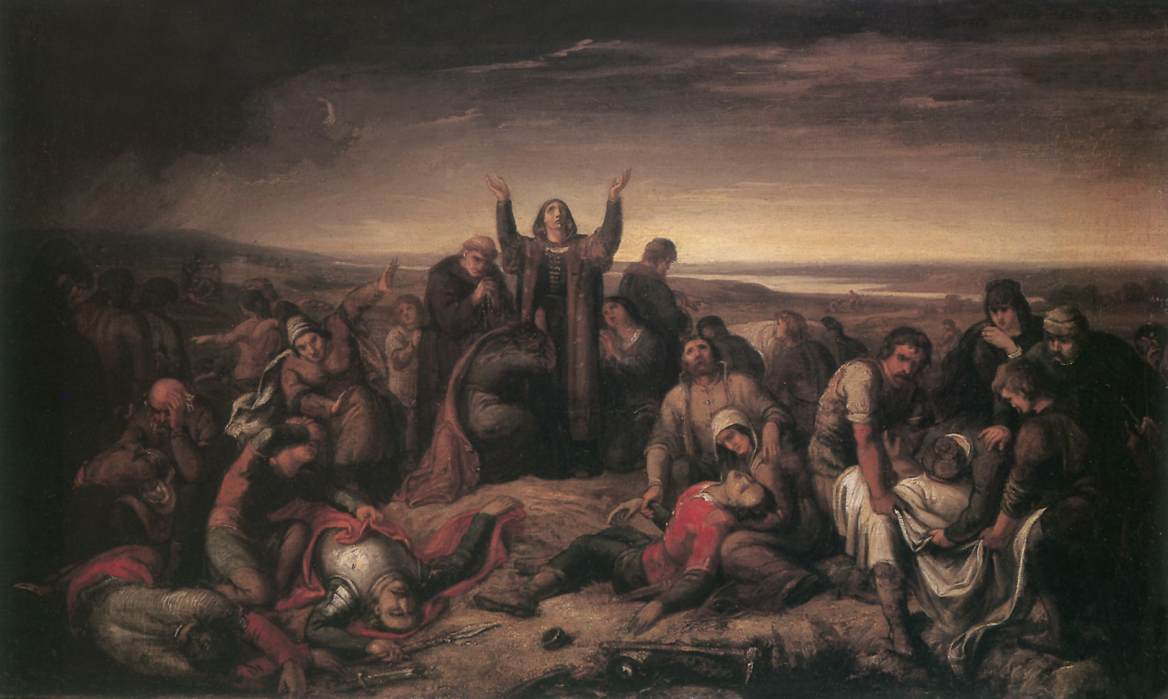
Dorotthya Kanizsay enterrant les morts après la défaite de Mohács (Orlai Petrich Soma, XIXe siècle)

Dorottya Kanizsai est l'épouse du palatin de Hongrie Péter Geréb puis du palatin Imre Perényi  après la mort de son premier mari. Elle fit preuve d'abnégation envers son pays et envers le peuple qu'elle aimait. Elle est connue pour avoir de ses mains enterré ses proches après la bataille de Mohács (1526).

## Sources
- Biographie Magyar életrajzi lexikon

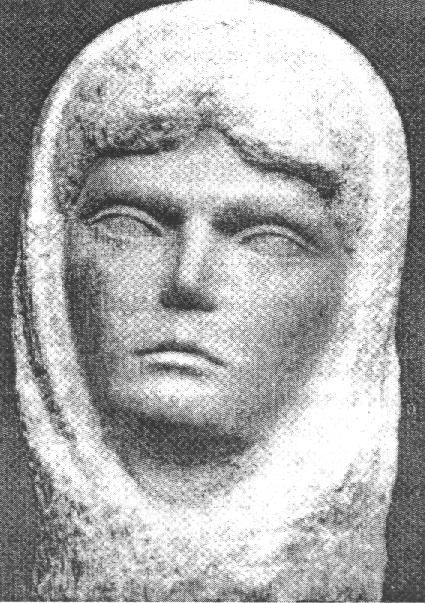